# Либерализм (книга)
«Либерализм» — книга экономиста австрийской школы и либертарианского мыслителя Людвига фон Мизеса, содержащая экономический анализ и обвинительную критику социализма. Впервые книга была опубликована в 1927 году в издательстве Gustav Fischer Verlag в Йене и защищала классическую либеральную идеологию, основанную на правах индивидуальной собственности. Отталкиваясь от принципа частной собственности, Мизес показывает, как из прав собственности вытекают другие классические либеральные свободы, и утверждает, что либерализм, свободный от вмешательства государства, необходим для обеспечения мира, социальной гармонии и всеобщего благосостояния .